# 麥斯赫特土耳其人
麥斯赫特土耳其人（土耳其語：Ahıska Türkleri），又称为土耳其梅斯赫蒂族，是一個生活在格魯吉亞梅斯赫蒂地區的突厥語民族。目前人口500,000-600,000人。
他們最早出現在十六世纪末，是奧斯曼帝國入侵伊朗薩非王朝時佔領格魯吉亞的駐軍的後裔和一部分被他們同化的格魯吉亞人及一些中世纪生活於此地的欽察人融合而成。
他們原本生活在格魯吉亞，但後來被斯大林發配至蘇聯各地，在蘇聯末期，在中亞和格魯吉亞民族主義高漲，因此多數人移民至土耳其，另一些人留在哈薩克。